# Marieta Orozco
Marieta Orozco (Barcelona, España; 11 de febrero de 1978) es una actriz española.

## Biografía
Realiza sus estudios de interpretación, danza y canto. 
Es hija de la actriz Alicia Orozco. 
Tiene un hijo y posó desnuda en la revista Interviú en 2003, unos días antes de dar a luz.
En la temporada 10 de la serie de TVE "Cuéntame cómo pasó" interpretó a Inés Alcántara en un único capítulo, papel vacante en la serie tras el abandono de la actriz Irene Visedo.

## Premios
- 1999: Premio Goya a la mejor actriz revelación en la 13.ª edición de los premios por el papel de Susi en la película "Barrio".

## Filmografía
| Año  | Película                           | Director                        | Personaje      | Género           | Duración |
| ---- | ---------------------------------- | ------------------------------- | -------------- | ---------------- | -------- |
| 1991 | Chatarra                           | Félix Rotaeta                   | Lola           | Drama/Suspenso   | 1h 36m   |
| 1998 | Barrio                             | Fernando León de Aranoa         | Susi           | Drama            | 1h45m    |
| 1999 | Ya pronto hará frío (cortometraje) | Gustavo Cortés                  | Esther         | Romance          | 10m      |
| 2000 | Krámpack                           | Cesc Gay                        | Elena          | Drama/Romance    | 1h 31m   |
| 2001 | Pau y su hermano                   | Marc Recha                      | Sara           | Drama            | 1h 52m   |
| 2001 | Honolulu Baby                      | Maurizio Nichetti               | Chica del bar  | Comedia/Drama    | 1h 29m   |
| 2003 | Descongélate!                      | Dunia Ayaso y Félix Sabroso     | Mujer de Yonki | Comedia          | 1h 38m   |
| 2004 | Inconscientes                      | Joaquín Oristrell               | Violeta        | Comedia/Misterio | 1h 48m   |
| 2005 | El triunfo                         | Mireia Ros                      | Susi           | Comedia/Drama    | 1h 45m   |
| 2007 | Lo mejor de mí                     | Roser Aguilar                   | Silvia         | Drama            | 1h 26m   |
| 2009 | Mentiras y gordas                  | Alfonso Albacete y David Menkes | Sonia          | Comedia/Drama    | 1h 47m   |
| 2009 | Estigmas                           | Adán Aliaga                     | Lorena         | Drama            | 1h 40m   |